# Ваља Лунга (Хунедоара)
Ваља Лунга (рум. Valea Lungă) насеље је у Румунији у округу Хунедоара у општини Илија. Oпштина се налази на надморској висини од 217 m.

## Становништво
Према подацима из 2002. године у насељу је живело 155 становника, од којих су сви румунске националности.